# Domanjševci
Domanjševci (Hongaars: Domonkosfa, Duits: Sankt Domenikus) is een plaats in Slovenië en maakt deel uit van de gemeente Šalovci in de NUTS-3-regio Pomurska. De plaats telde 266 inwoners op 1 januari 2020.